# TRT World
A TRT World török állami finanszírozású televíziós hírcsatorna. A nap 24 órájában sugározzák angol nyelven. Hírekről, aktuális eseményekről tudósít kihangsúlyozva a Törökországgal és nyugat-Ázsiával kapcsolatos híreket. A csatorna székhelye Isztambulban van.

## Műsorok
- Beyond the game
- Money Talks
- Roundtable
- Showcase
- The Newsmakers
- Compass
- Double-Check
- Inside America with Ghida Fakhry
- Bigger Than Five
- Decoded
- Straight Talk